# أسبهار سفلي
أسبهار سفلي هي قرية في مقاطعة كليبر، إيران. عدد سكان هذه القرية هو 67 في سنة 2006.